# Crematogaster heathi
Crematogaster heathi är en myrart som beskrevs av Mann 1916. Crematogaster heathi ingår i släktet Crematogaster och familjen myror. Inga underarter finns listade i Catalogue of Life.